# Universum
Universum, el Museo de las Ciencias de la Universidad Nacional Autónoma de México (UNAM), es un Museo interactivo de divulgación de las ciencias -exactas, naturales, sociales- y el arte. Promueve una cultura científica en la sociedad, especialmente entre la población juvenil e infantil. Este museo, le precede el Museo Tecnológico de la Comisión Federal de Electricidad y se encarga de brindar apoyo a proyectos de ciencia de las universidades. Se inauguró el 12 de diciembre de 1992 en Ciudad Universitaria, en la Ciudad de México. Actualmente cuenta con trece salas, las cuales se encuentran divididas por una temática diferente. Es un museo que trabaja con colaboradores externos y con entidades privadas que ayudan al desarrollo de las exposiciones permanentes, temporales y a la gestión de otros museos de ciencias en diversos estados del país.

## Institución

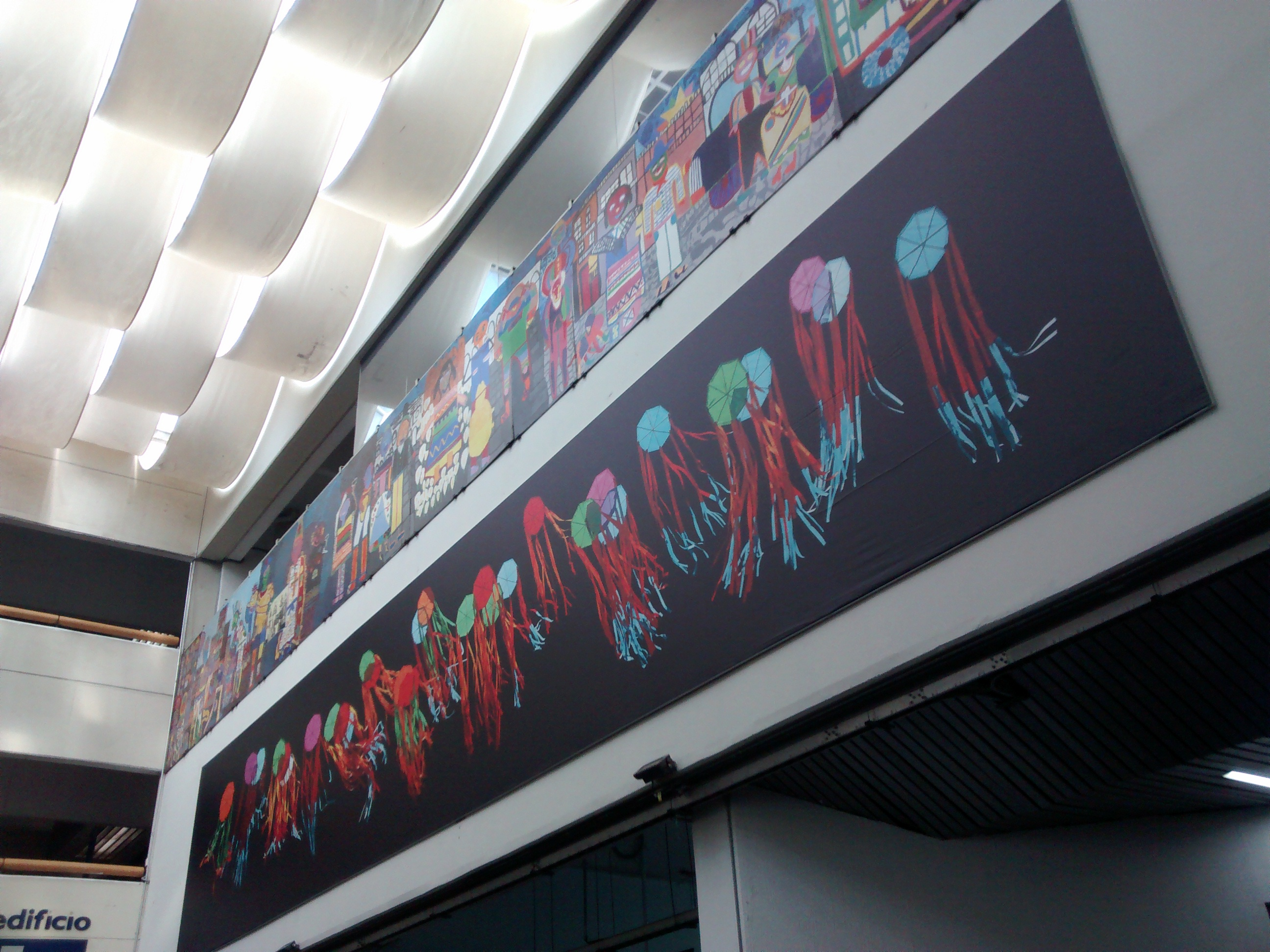
El vestíbulo de Universum

La idea de un museo de ciencias surgió en la década de los 80, en la mente de un grupo de investigadores, entre los que estaba Jorge Flores Valdés y José Saruhán.

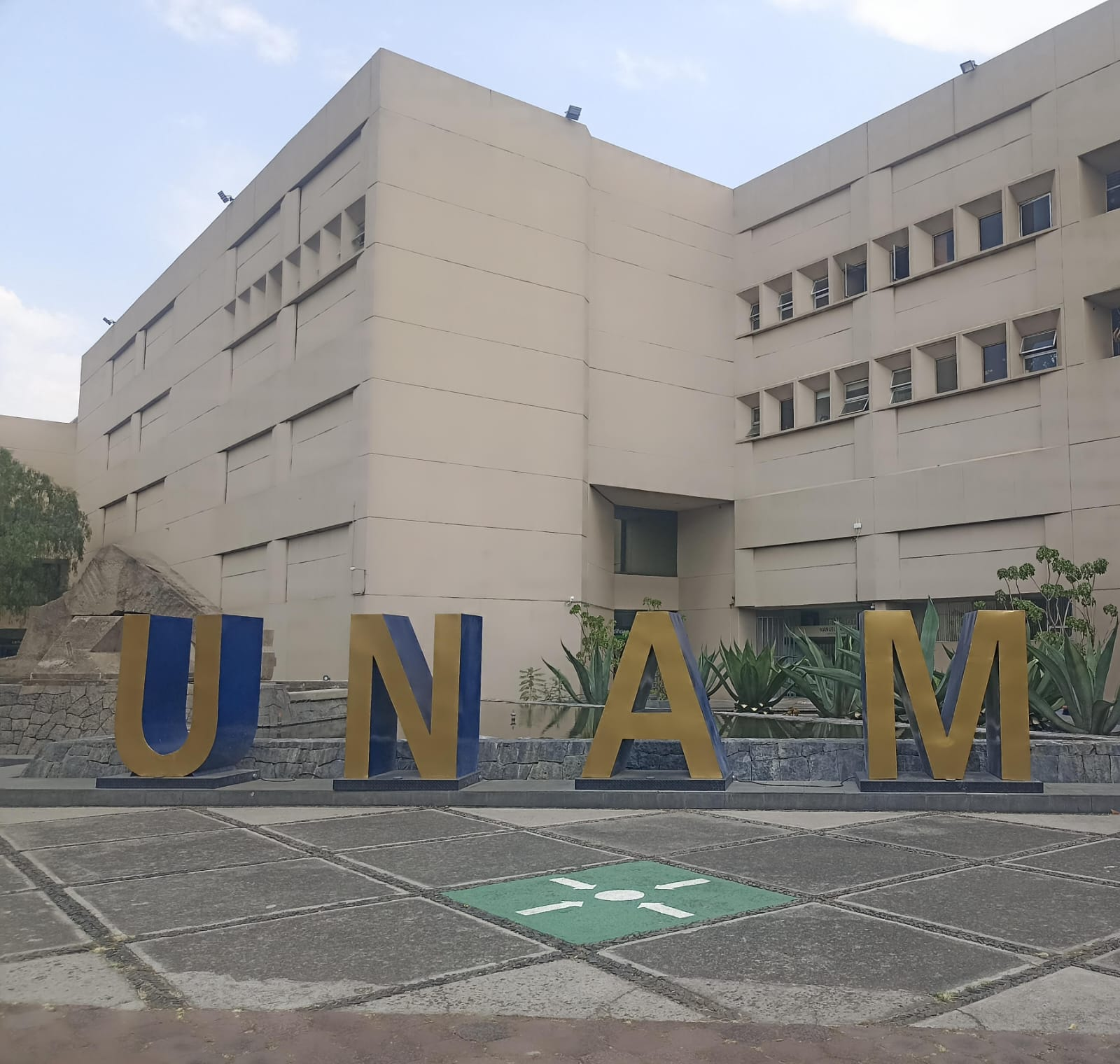

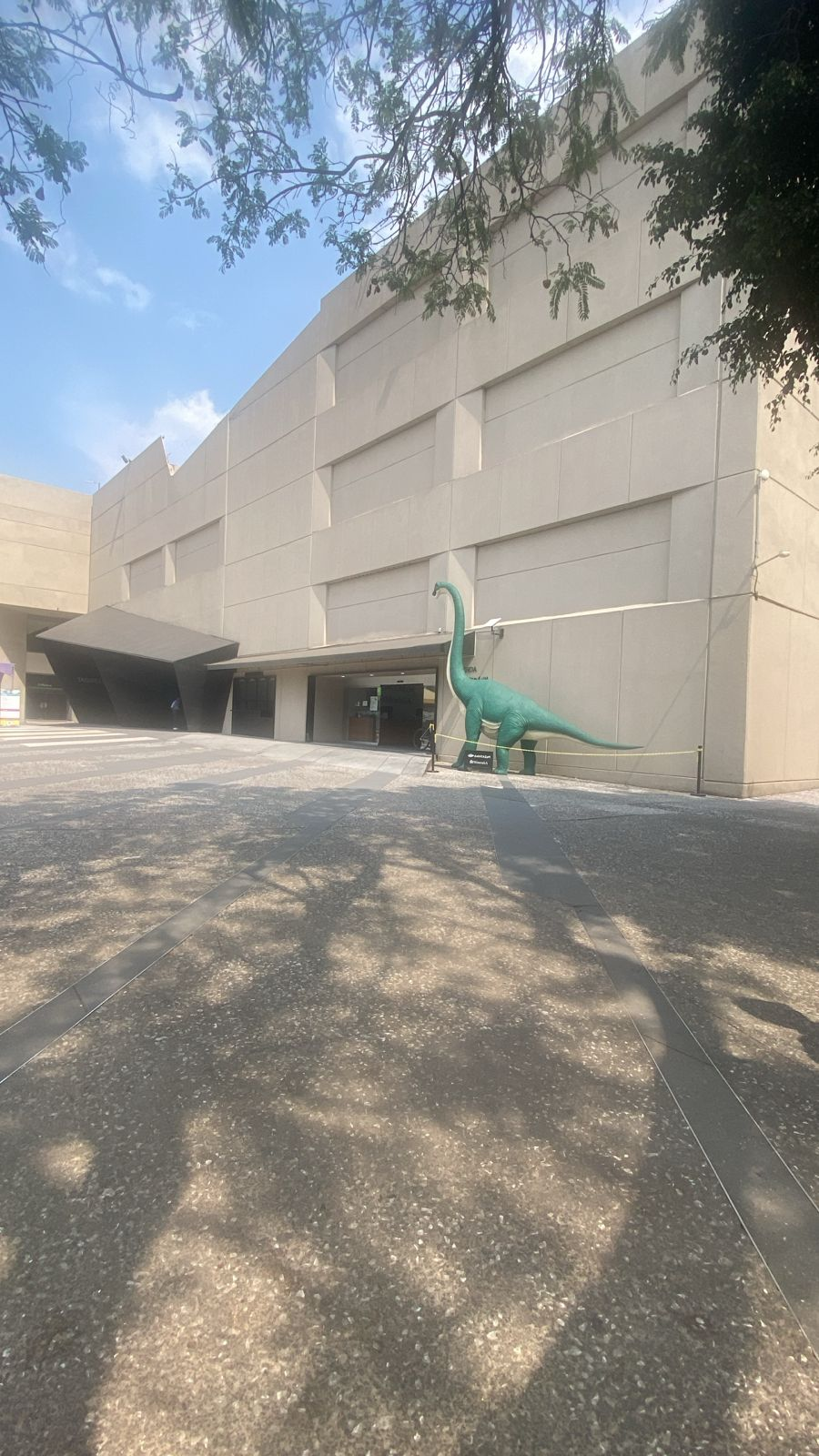

Kermez y Luis Estrada, pionero de la divulgación de la ciencia en México. Se encuentra localizado a lo largo de diez hectáreas, al sur de Ciudad Universitaria, en un área que alberga una serie de instituciones culturales de la Universidad, que a su vez, es parte de una reserva ecológica en Pedregal, San Ángel. Sus instalaciones ocupan 25,000 m² con 12,000 m² dedicados a exhibiciones permanentes. Su misión es contribuir a la divulgación de la ciencia mediante la formación de una cultura científica y tecnológica, así como generar un interés en todos los sectores de la sociedad sobre estos temas. Por esta razón, el museo diseña exhibiciones con lenguaje simplificado y presentaciones atractivas. La idea es hacer la ciencia de una manera divertida. Otra de sus muchas funciones es archivar y hacer disponible en la biblioteca y en sus archivos el trabajo que realizan los investigadores de la UNAM. Durante la ceremonia por el 30 aniversario del museo, destacó que en este periodo ha recibido 14.5 millones de visitantes y a 250 mil grupos escolares. En los últimos cinco años también ha renovado la tercera parte de sus espacios museográficos para mantenerse atractivo y vanguardista. Universum también ha trabajado para crear nuevos museos en otras partes del país como el Museo de Ciencia y Tecnología en Chiapas.

## Exhibiciones y espacios permanentes

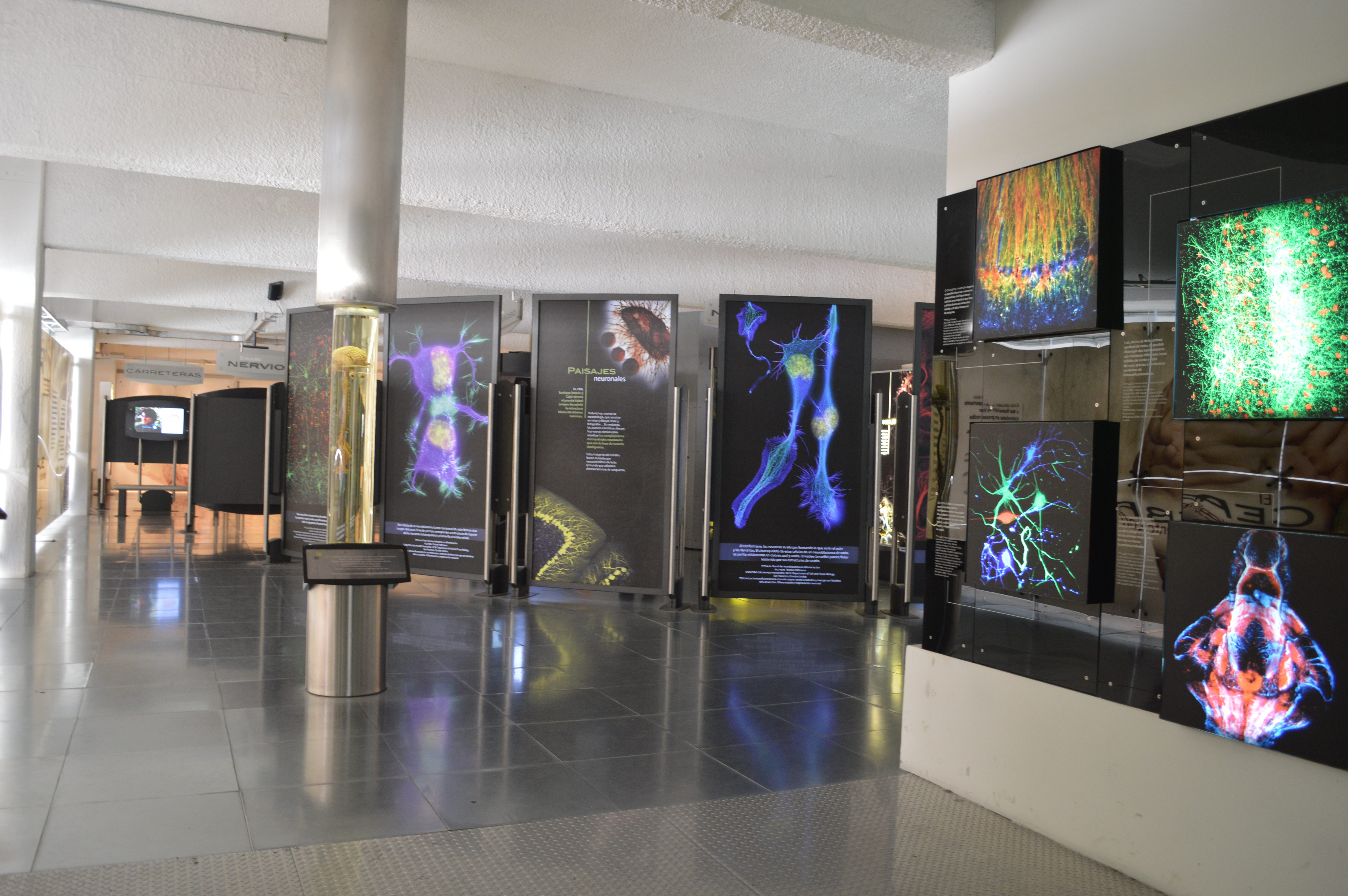
Exhibición permanente: "El cerebro, nuestro puente con el mundo"

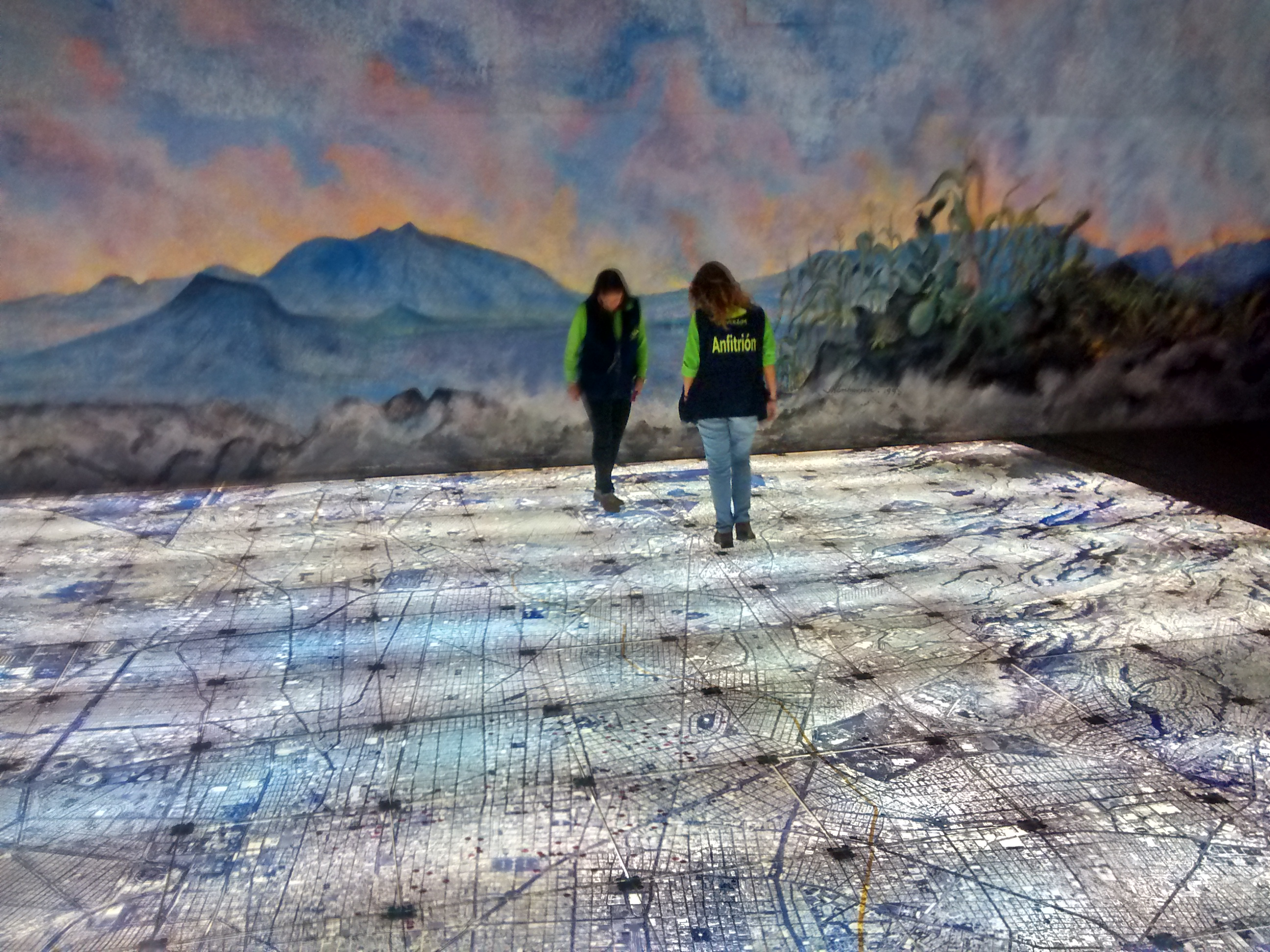
Anfitriones de Universum en la exposición permanente: "Conciencia de Nuestra Ciudad"

Las trece exposiciones permanentes se encuentran distribuidas en los tres edificios y tres pisos del complejo.
PLANTA BAJA: 
● Tesoros: Fósiles y Minerales de México (Edificio A): Refleja el trabajo de científicas y científicos de varias disciplinas que se han dedicado durante muchos, muchos años a excavar y desenterrar rocas que guardan grandes tesoros, vestigios de aquellos seres que vivieron antes que nosotros y que nos revelan los secretos de su existencia. 
● Decide: Poner en práctica tus habilidades para decidir, identificar problemáticas concretas y proponer soluciones que ayuden a todos. 
PRIMER PISO: 
● Agua, elemento de Vida (Edificio B): Invita a pensar que este recurso tiene que ser manejado mediante la aplicación de medidas apropiadas y distintas herramientas, además de la participación de la sociedad. Esto implica responsabilidades compartidas reflejadas en acciones individuales y colectivas. 

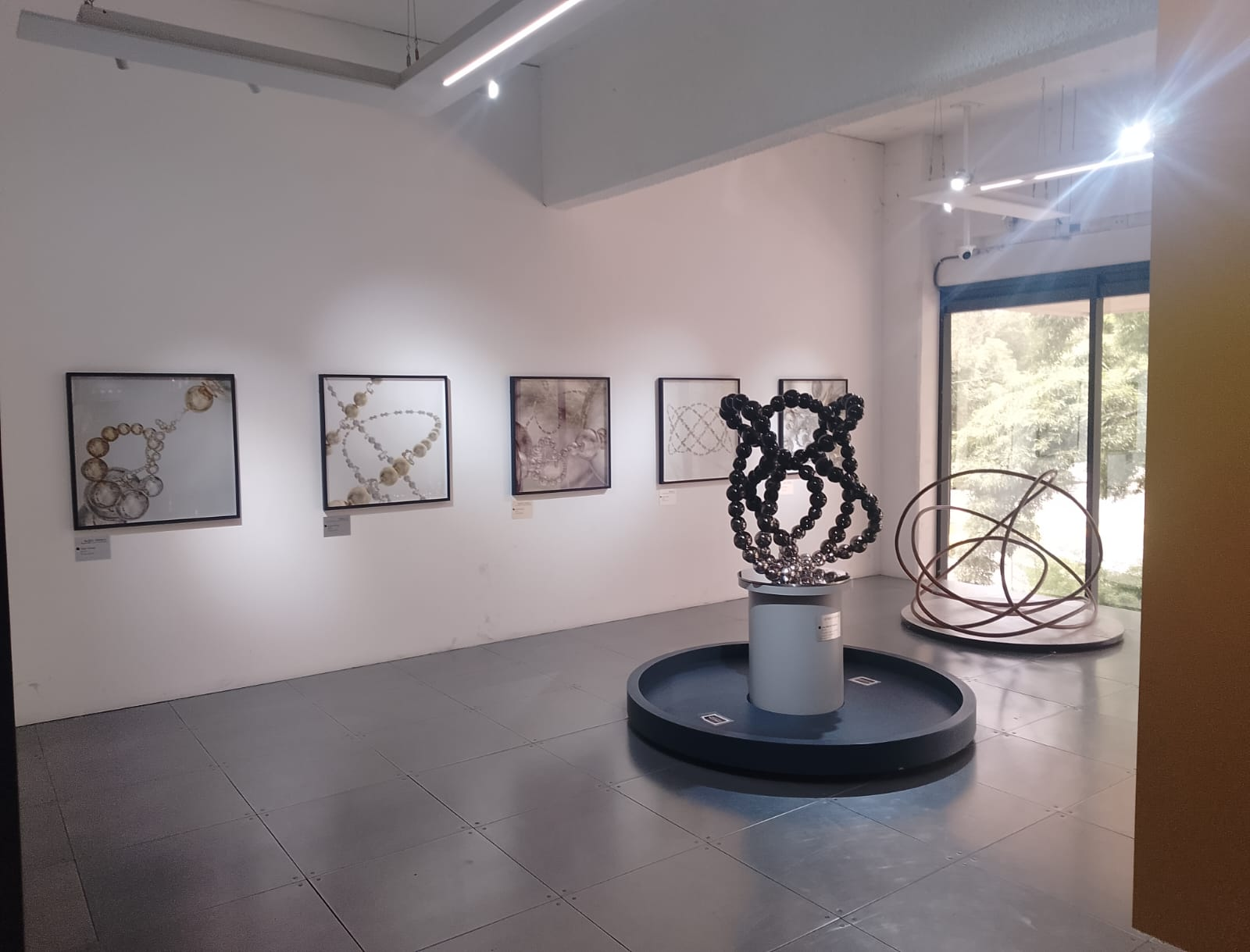

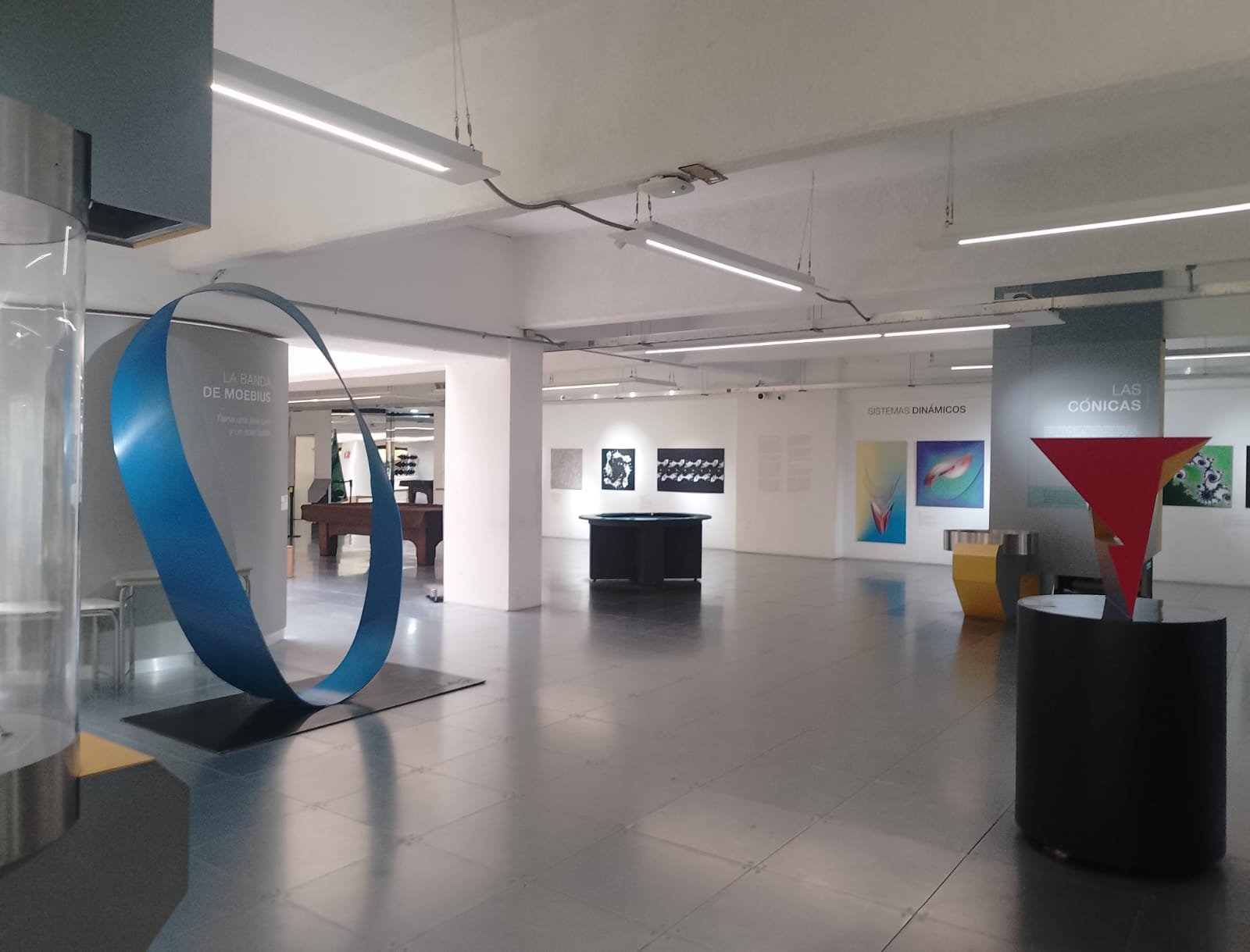

● Imaginario matemático (Edificio D): Vincula conceptos matemáticos con el arte, equipos interactivos e imágenes, abordando diversos temas.
● R3, reduce, reutiliza, recicla (Edificio C): La sala tiene como objetivo propiciar la conciencia sobre nuestros hábitos de consumo y promover la práctica de las 3 r’s: reduce, reutiliza y recicla.
● El cerebro, nuestro puente con el mundo (Edificio C): Muestra al visitante el funcionamiento de nuestro cerebro y proporciona herramientas que permiten comprender y valorar que el cerebro no sólo controla lo que pensamos si no también como aprendemos, como nos movemos, lo que sentimos; tanto físico como emocional.
● La química está en todo (Edificio A): La química aplicada en nuestro hogar y en nuestra vida cotidiana, usada como una herramienta con la que podemos desarrollar nuevos materiales, y auxiliarnos en la solución de nuestros problemas. 
SEGUNDO PISO:
● Universo (Edificio A): Esta sala está dedicada a conocer los objetos que conforman el Universo, así como la transformación constante en la que se encuentra.
Mosaico de Física (Edificio A): En este espacio descubrirás la labor de la física a través de la experimentación de distintos fenómenos naturales.
● Hábitat (Edificio B): Reflexionar acerca de nuestra responsabilidad social para generar asentamientos humanos sostenibles e incluyentes para todos.
● Evolución, vida y tiempo (Edificio B): En esta exposición se muestran los cambios que han tenido los seres vivos a través del tiempo.
● Salud, vida en equilibrio (Edificio C): Identificar los factores que afectan nuestra salud y así comprender que la salud no es sólo la ausencia de enfermedad, sino un estado de completo bienestar físico, emocional, social y ambiental.
● Sexualidad (Edificio C): Temas de sexo, erotismo, género, violencia y salud reproductiva Otros espacios permanentes 
PLANTA BAJA:
● Planetario José de la Herrán: Muestra distintos objetos celestes a partir de una proyección digital, relacionadas con las Ciencias del Espacio.
● Jardín Universum (Edificio C): Distintas tecnologías que permiten utilizar recursos naturales renovables para obtener alimentos, medicamentos, energía eléctrica y térmica a partir de la luz solar, el reciclaje de agua de lluvia o el reúso de aguas grises. 
● Imaginare (frente a la entrada principal): Explorar mundos espectaculares con la tecnología y entretenidas narrativas a favor de nuestro planeta.

## Exhibiciones temporales

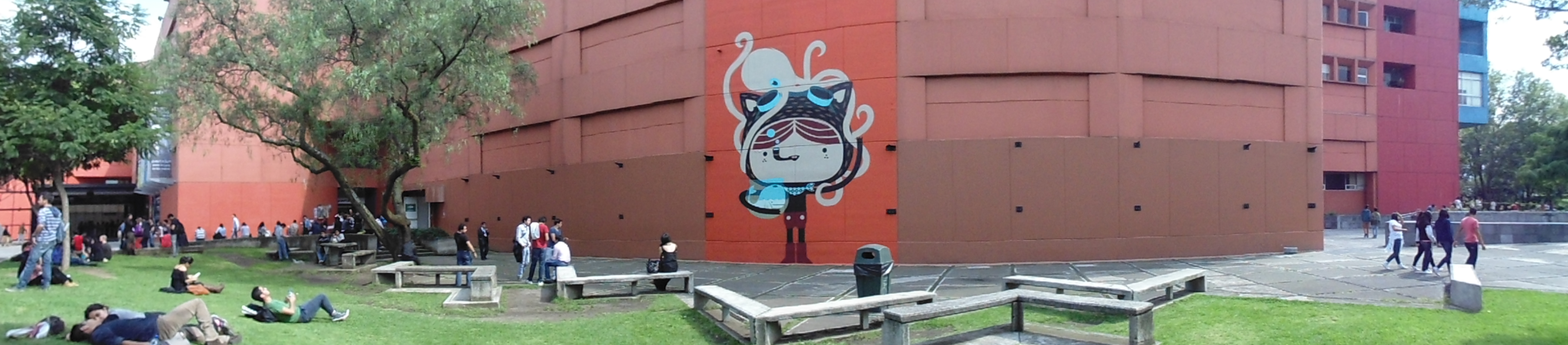
Vista panorámica de Universum

Junto con las exhibiciones permanentes, el museo también es anfitrión de otras pequeñas y de gran escala, algunas veces en colaboración con otras instituciones. En 2002 fue anfitrión de una exhibición llamada En busca de Teotihuacán: Arqueología y ciencia, dedicado a la ciencia relacionada con excavaciones y la interpretación de los restos de las ciudades antiguas. En 2004, fue anfitrión de una exhibición de robots de animales de la sabana de África como el Hipopotamidae despertando, un elefante llamando a sus crías y un cocodrilo abriendo su boca para dejar que los pájaros recojan los restos de su comida. La exhibición fue creada en colaboración de la Universidad y la compañía de animación de México Animatronix. En 2006, una exhibición demostró como un virus infectó una célula que fue creada por el artista y arquitecto Antonio O'Connell, hecho con madera, mucha de la cual fue reciclada de sus otras construcciones. En 2010, fue anfitrión de una exhibición dedicada a un físico alemán Max Planck llamada el "Túnel de la Ciencia" dedicada a los misterios del universo. En 2012, el museo tuvo varias pequeñas exhibiciones como La ciencia con sabor a chocolate pero su más larga exhibición temporal fue la inauguración del Vital Mundo Humano. Body Worlds es una serie de exhibiciones del cuerpo humano real, "plastificado" para la exhibición. En ella se mostraron los movimientos del cuerpo. En 2015, colaboró con dos exposiciones fotográficas. La primera de ellas dentro del marco del Año Internacional de la Luz, fue México, luz y color. del fotógrafo mexicano Carlos Hahn, la cual mostraba en cada fotografía la cultura mexicana a partir de sus tradiciones, costumbres y gastronomía. La segunda, es la exposición que se inauguró el 15 de septiembre del mismo año, la cual lleva por nombre México, 30 años después del sismo, exposición que muestra fotografías de los fotógrafos japoneses Seiji Shinohara y Ichiro Kitazawa sobre los terremotos que han sufrido ambos países.
Durante los años 2016 al 2023, no se encuentra registros de las exhibiciones temporales en el museo, sin embargo, hay que considerar que en el año 2019 se presenta la pandemia de Covid-19 lo cual puede ser uno de los factores de la ausencia de ese registro.
Para el año 2024 se presentaron las siguientes exposiciones temporales:
-Dinosaurios entre nosotros: mostraba la conexión ininterrumpida entre los dinosaurios que dominaron el planeta durante unos 170 millones de años y las aves modernas. 
-Tic tac de la vida (Planta baja edificio B): La mayoría de los seres vivos responden a un reloj biológico interno que ayuda a sincronizar los ritmos biológicos en ciclos de 24 horas. 

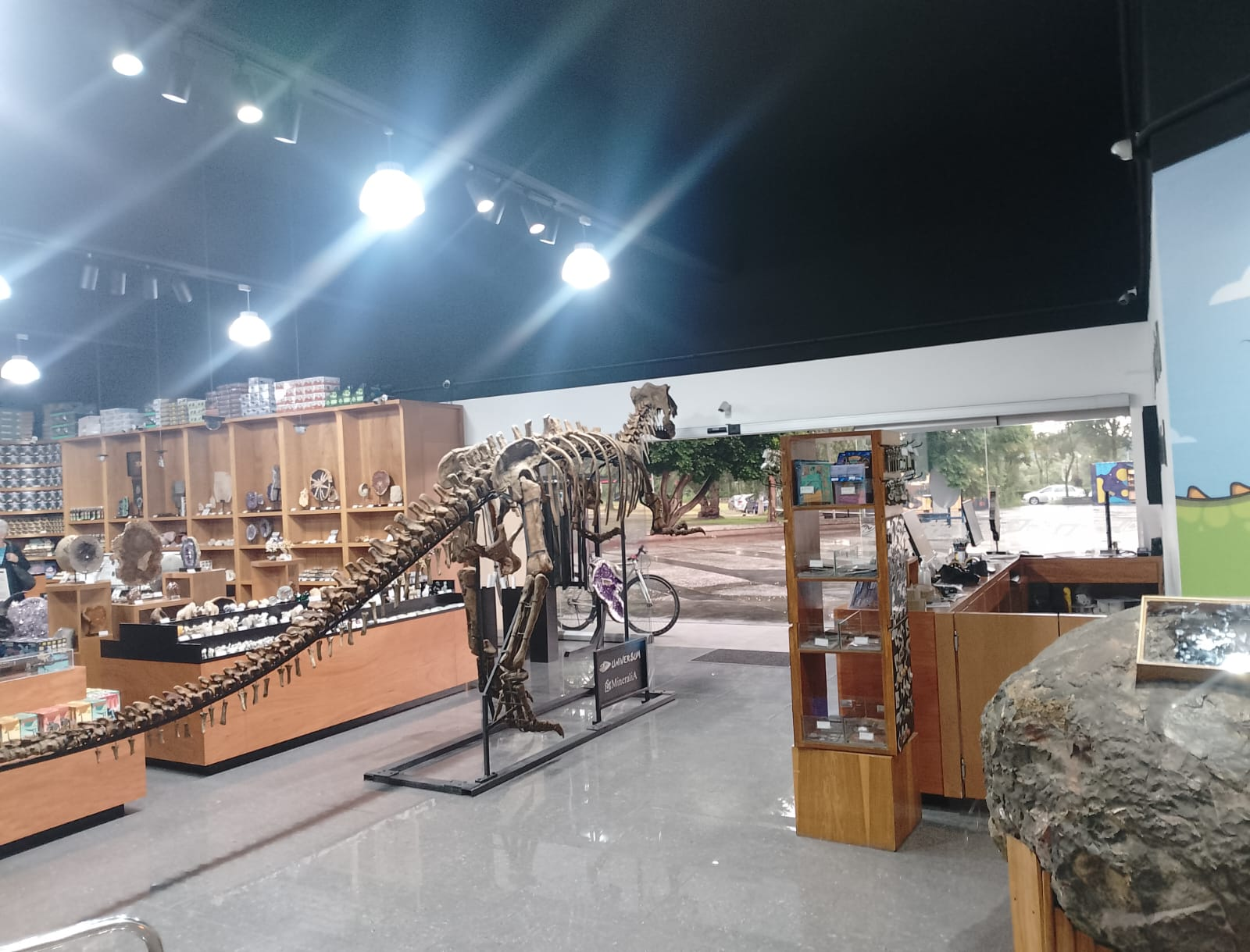

-Las miradas del eclipse: 24 obras que se fusionaban con el conocimiento científico. 
- Océano (edificio C): La exposición aborda la fascinación que desde tiempos remotos hemos tenido por el mundo marino y todo lo que lo rodea. Invita a reflexionar sobre la importancia de los ecosistemas marinos para promover su conservación. (Hasta el 31 de agosto de 2025). 
-Onírica: abordaba desde un punto de vista inédito y exploratorio la tensión creada por la interpretación de una experiencia puramente humana, el sueño, a través de los ojos de las nuevas tecnologías. 

## Eventos y servicios

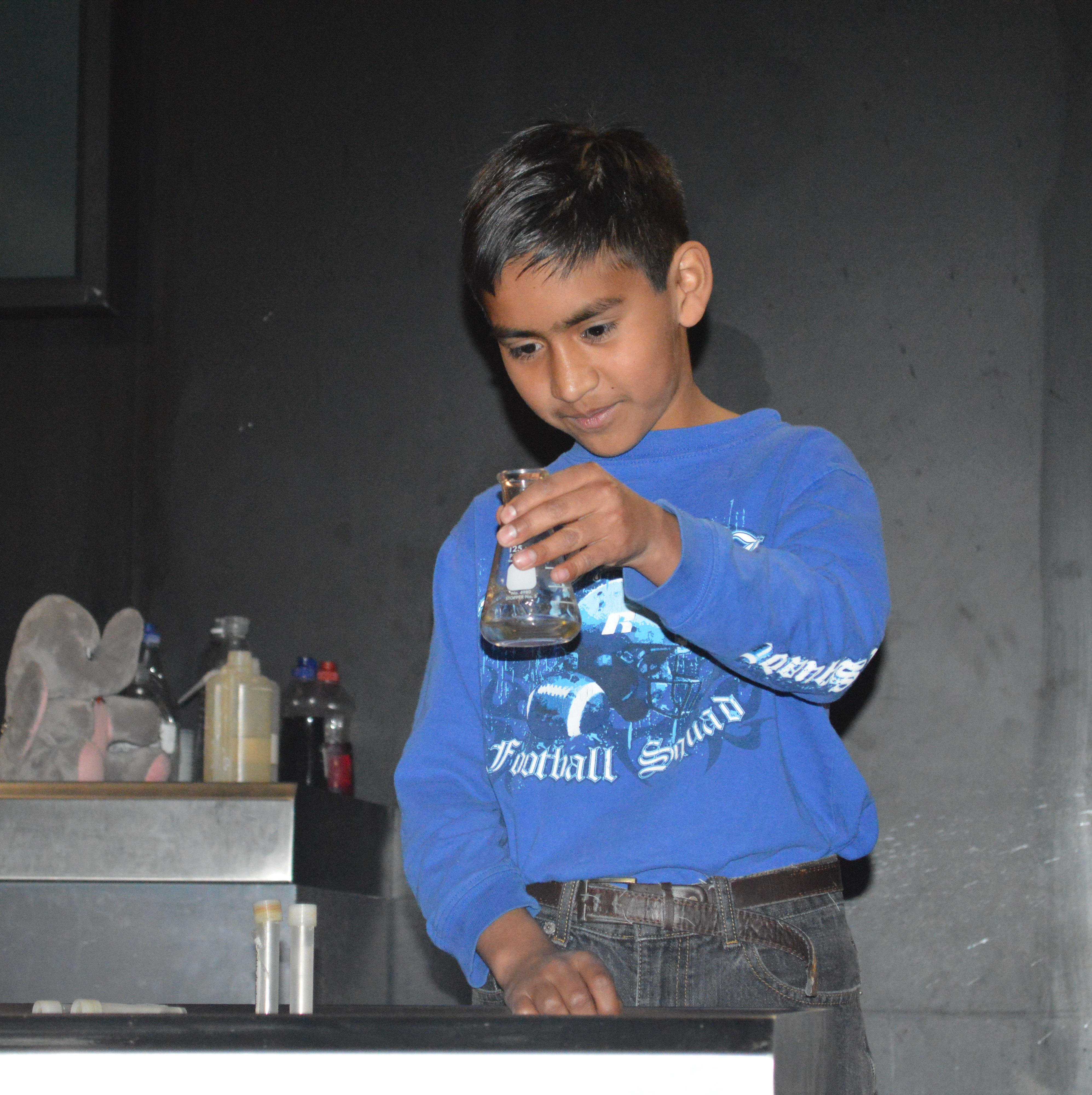
Una demostración de química

El arte juega un papel importante en este museo. Las expresiones artísticas se conciben no solo como un simple agregado decorativo, sino como una parte integral para transmitir un mensaje en el que se unen la estética y los conceptos científicos.
El museo busca la participación de la gente a través de exhibiciones en las que se encuentran materiales interactivos y actividades guiadas que apoyan al entretenimiento, entendimiento y experiencia de los temas de cada sala, también brinda conferencias, talleres, clases, cine y teatro. Además realiza reuniones, congresos, presentaciones de libros, seminarios, mesas redondas, ceremonias de premiación, demostraciones y más. En verano, el museo imparte clases y cursos para los niños, divididos por grupos de edad, en tópicos de ciencia en el verano. El año 2012 incluyó eventos tales como el 61.er Encuentro de Ciencias, Artes y Humanidades, que coincidió con el tránsito de Venus a través del Sol, así como el XX aniversario del museo, que incluyó conferencias, exhibiciones, como Ciencia, Arte y Festival de Rock, y una campaña de Navidad llamada Regalar también tiene ciencia. Los cursos para niños y adultos incluyen astronomía básica y moderna y la construcción de un telescopio. El museo también ofrece pasantías y otros programas para estudiantes de licenciatura.
Entre los distintos servicios que ofrece se encuentran las actividades en línea, con las cuales se puede realizar un recorrido virtual al universo maya, aprender sobre la ballena jorobada y las mariposas monarcas. Un ejemplo de este servicio virtual es un programa educativo de divulgación de la ciencia dirigido a escuelas de educación básica (preescolar, primaria y secundaria), creado con el fin de acercar la experiencia Universum fuera de las instalaciones del museo.
Este museo también es un espacio que enriquece la labor docente, a través de materiales educativos para que los profesores planifiquen su visita e implementen actividades en el salón de clases. Además cuentan con programas de formación como servicio social y prácticas profesionales.
Varias de sus instalaciones se encuentran disponibles para rentar: el Teatro Universum, el Foro de Química, el Foro de R3, la Sala Juárez, el Auditorio de la Casita de las Ciencias, la Cabina de Radio y la Sala Luis Estrada. También cuenta con una cafetería y un restaurante.